# Éric Reinhardt
Pour les articles homonymes, voir Reinhardt.
Éric Reinhardt, né à Nancy le 2 avril 1965, est un romancier et éditeur d'art français. Il vit et travaille à Paris.

## Biographie

### Jeunesse et formation
Éric Reinhardt vit à Nancy jusqu’à sa sixième année, à Marseille de 1970 à 1972, à Clichy-sous-Bois, quartier du Chêne Pointu, de 1972 à 1977, puis à Mennecy, dans l’Essonne, dans un lotissement de maisons Levitt que l’on retrouvera dans plusieurs de ses romans, de 1977 à 1983. Admis dans une classe préparatoire à HEC au lycée Jacques Decour, dans le neuvième arrondissement de Paris, il intègre deux ans plus tard une école de commerce, l’Institut supérieur de gestion, avec le projet de travailler dans l’édition.

### Carrière éditoriale et littéraire
Il fait ses armes aux éditions Le Castor astral puis travaille chez Albin Michel et aux Éditions Flohic, où il s’initie à la conception de livres d’art. Il occupe, auprès d’Éric Hazan, le poste de directeur éditorial des éditions Hazan de 1994 à 1999. Il devient à cette date éditeur de livres d’art indépendant.
Demi-sommeil, son premier roman, paraît chez Actes Sud en 1998.
En 2002, son deuxième roman, Le Moral des Ménages, est une radiographie de la classe moyenne pavillonnaire.
En 2004 sort Existence, son troisième roman, récit satirique de la destinée d’un cadre odieux et méprisant, misanthrope, sûr de ses valeurs libérales et de sa domination. Ce livre, de facture expérimentale, témoigne de l’intérêt de Reinhardt pour l’art contemporain, le théâtre et la danse. Pour ce roman, il a obtenu une bourse de la délégation aux arts plastiques du ministère de la Culture pour concevoir, avec la photographe Dolorès Marat, une série de douze photographies où l’auteur se travestit, incarnant les personnes anonymes que son héros, Jean-Jacques Carton-Mercier, croise dans les couloirs de son immeuble.
À l’automne 2004, à la demande d’Angelin Preljocaj et de Brigitte Lefèvre,[réf. nécessaire] il assiste, au Palais Garnier, pendant plusieurs semaines, aux séances de création du ballet Médée, afin d’en rédiger un journal de bord. Ce texte paraît dans le programme du spectacle édité par l’Opéra de Paris et sera largement repris par l’auteur dans Cendrillon, en particulier les pages consacrées à la danseuse étoile Marie-Agnès Gillot, avec laquelle il se lie d’amitié. Cendrillon paraît en 2007. Entremêlant quatre lignes narratives conduites par un écrivain du nom d’Éric Reinhardt et par ce qui apparaît peu à peu comme étant ses avatars (Laurent Dahl, Patrick Neftel et Thierry Trockel), ce roman est autant un manifeste esthétique et existentiel qu’un roman monde et une exploration critique de la société. Reinhardt y met notamment en scène un personnage qui monte un fonds spéculatif à Londres et se trouve entraîné dans une fuite en avant.
En 2009, dans le cadre de son programme des Petites Formes, la Comédie-Française lui passe commande d’une pièce courte sur le thème de l’argent, Leverage de quatre, paru à L'Avant-Scène Théâtre. La même année, à la demande du musée du Louvre, il s’inspire d’un tableau de son choix, Le Dessert de gaufrettes de Lubin Baugin, pour écrire la nouvelle Vingt minutes il y a vingt ans, qui paraît en 2010 chez Flammarion dans un ouvrage collectif intitulé Le Petit Pan de mur jaune.
En 2010, il signe le livret d’un ballet d’Angelin Preljocaj pour l’Opéra Bastille, Siddharta, dont il est le dramaturge, avec une musique originale de Bruno Mantovani et une scénographie de Claude Lévêque.
En 2010 et 2011, il écrit, avec le dramaturge et chorégraphe Pascal Rambert, un scénario de long métrage, Gladys, que ce dernier réalisera.
Le Système Victoria paraît en 2011,. À travers une histoire d’amour passionnelle entre la DRH monde d’une entreprise multinationale basée à Londres, Victoria, et le directeur de travaux d’une tour à La Défense, David, ce roman décrit les dérives du capitalisme financier et de l’ultralibéralisme,. Le Système Victoria, présent dans les sélections du Goncourt et du Renaudot, est traduit en plusieurs langues, notamment en anglais chez Hamish Hamilton.
Le livre d’art qu’il conçoit avec Christian Louboutin à l’occasion du vingtième anniversaire de sa maison paraît en novembre 2011 aux éditions Rizzoli New York, avec un long entretien entre le chausseur et l’écrivain.
Au printemps 2013, Reinhardt préside le jury du festival de théâtre émergent Impatience, organisé par Télérama, le Cent Quatre et le théâtre du Rond-Point. C'est le metteur en scène Laurent Bazin qui reçoit le prix du jury pour son spectacle Bad Little Bubble B.
En novembre 2013, sa pièce de théâtre Élisabeth ou l’équité est créée au théâtre du Rond-Point, salle Renaud-Barrault, dans une mise en scène de Frédéric Fisbach, avec Anne Consigny dans le rôle-titre.
Le Moral des ménages est adapté et mis en scène par Stéphanie Cléau au Cent Quatre en février 2014 et au théâtre de la Bastille et dans plusieurs villes françaises à l’automne de la même année, puis à New York, au Fiaf, les 4 et 5 novembre 2015. Le personnage principal, Manuel Carsen, est interprété par Mathieu Amalric au côté d’Anne-Laure Tondu.
Son roman, L'Amour et les Forêts, est publié en août 2014 aux éditions Gallimard,,. Présent sur les listes des prix Goncourt, Renaudot et Médicis, L’Amour et les Forêts obtient le prix Renaudot des lycéens, le prix des étudiants France Culture-Télérama, le prix du roman France Télévisions et est désigné meilleur roman de l’année 2014 (ex aequo) par le magazine Lire. Ce roman est adapté au théâtre en 2017 par le metteur en scène Laurent Bazin, avec la participation d'Isabelle Adjani. L'Amour et les Forêts a fait l'objet d'une accusation de contrefaçon, relayée par L'Express, portée par l'une des lectrices dont la correspondance et le manuscrit avaient inspiré l'auteur pour créer le personnage de Bénédicte Ombredanne, ses propos et diverses scènes de l'intrigue du roman. Ce conflit n'a pas fait l'objet d'un procès et s'est résolu par une transaction financière.
Au printemps 2015, à l’invitation d’Éric de Chassey, il fait partie du jury pour le concours de recrutement des pensionnaires à la Villa Médicis, aux côtés de Valérie Mréjen, Rodolphe Burger et Caroline Bourgeois.
À l'automne de la même année, il tourne son premier film, Je vous emmène, pour l'Opéra de Paris et sa plateforme numérique 3e scène. Plan séquence de huit minutes, cette œuvre plastique montre la danseuse étoile Marie-Agnès Gillot parcourant sur demies pointes, à reculons, les 80 mètres de profondeur du plateau de l'Opéra Bastille, exceptionnellement vide et dégagé. Au préalable, Reinhardt avait demandé au compositeur Sébastien Roux d'écrire une pièce sonore à partir d'un extrait de son roman Cendrillon lu par Laurent Poitrenaux.
En 2017 sort La Chambre des époux, un roman à teinte autobiographique ou autofictionnelle,.
Son roman de l'été 2020, Comédies Françaises, est mixé d'une enquête sur les prémices de l'Internet, un retour à l'économie facilité par sa formation en école de commerce, l’Institut supérieur de gestion.
En 2023, son roman Sarah, Susanne et l'écrivain fait partie de la dernière sélection pour le prix Goncourt.
Son activité d’éditeur d’art lui permet, depuis des années, de dialoguer avec des artistes et leurs œuvres. Il a ainsi conçu des livres d’art avec Gilles Clément, Angelin Preljocaj ou Dolorès Marat.
Adepte des croisements artistiques, il participe à des lectures-spectacles avec le chanteur Bertrand Belin, la danseuse étoile Marie-Agnès Gillot et le groupe Feu! Chatterton.

### Décoration
- Chevalier des Arts et des Lettres[32]

## Publications

### Romans
- Demi-sommeil, Arles, Actes Sud, coll. « Domaine français », 1998  (ISBN 2-7427-1849-4) rééd. Points Seuil, 2010  (ISBN 978-2-757-81239-6)
- Le Moral des ménages, Stock, 2001  (ISBN 2-234-05461-3) rééd. Le Livre de poche, 2003  (ISBN 2-253-15544-6)
- Existence, Stock, 2004  (ISBN 2-234-05709-4) rééd. Le Livre de poche, 2006  (ISBN 978-2-253-11313-3) ; rééd. Folio, Gallimard, 2013  (ISBN 978-2-070-44902-6)
- Cendrillon (roman), Paris, Stock, 2007  (ISBN 978-2-234-05814-9) rééd. Le Livre de poche, 2008  (ISBN 978-2-253-12543-3) ; rééd. Folio, 2019  (ISBN 978-2-07-282133-2)
- Le Système Victoria, Stock, 2011  (ISBN 978-2-234-06190-3) rééd. Folio, Gallimard, 2013  (ISBN 978-2-070-44682-7)
- L'Amour et les Forêts, Gallimard, 2014  (ISBN 978-2-07-014397-9) Prix Renaudot des lycéens 2014.
 Prix Roman France Télévisions 2014.
Prix des étudiants France Culture-Télérama 2015[33]. rééd. Folio, Gallimard, 2016  (ISBN 978-2-070-46815-7)
- La Chambre des époux, Gallimard, 2017  (ISBN 978-2-070-19720-0) rééd. Folio, Gallimard, 2019  (ISBN 978-2-072-82407-4)
- Comédies françaises, Gallimard, 2020  (ISBN 978-2-072-79698-2) rééd. Folio, Gallimard, 2022  (ISBN 978-2-072-96387-2)
- Sarah, Susanne et l'écrivain, Gallimard, 2023  (ISBN 978-2-072-94592-2) rééd. Folio, Gallimard, 2025  (ISBN 978-2-073-09503-9)

### Théâtre
- Leverage de quatre, Paris, Les Petites Formes de la Comédie-Française, 2009  (ISBN 978-2-7498-1134-5)
- Élisabeth ou l'Équité, Paris, Éditions Stock, 2013  (ISBN 978-2-234-07400-2) Représentée conjointement (novembre 2013) au théâtre du Rond-Point.

### Autres

#### Ouvrages collectifs
- Déposition (nouvelle), dans Onze, Paris, Bernard Grasset-Les Inrockuptibles, 1999  (ISBN 2-246-58311-X)
- C'est une maison bleue (récit), dans Dix ans sous la bleue, Stock, hors commerce, 2004
- Entretien avec Florent Georgescot, dans La Revue littéraire no 32, éditions Léo Scheer, 2007  (ISBN 9782756101248)
- Le Seul Absent (essai), dans Assises du roman : roman et réalité, Christian Bourgois éditeur-Le Monde-Villa Gillet, Titre no 64, 2007  (ISBN 978-2-267-01947-6)
- Monsieur Hiblot (récit), dans Des nouvelles de la banlieue, Paris, Éditions Textuel, 2008  (ISBN 9782845973121)
- Margiela la maison magique (texte sur Martin Margiela), dans le magazine ELLE du 3 novembre 2008
- Cendrillon (essai), dans Lexique Nomade, assises du roman 2008, Christian Bourgois éditeur-Le Monde-Villa Gillet, Titre no 78, 2008  (ISBN 978-2-267-01985-8)
- Une forme perverse (essai), dans Assises du roman : le roman, quelle invention !, Christian Bourgois-Le Monde-Villa Gillet, Titre no 87, 2008  (ISBN 978-2-267-02002-1)
- Vingt minutes il y a vingt ans (nouvelle), dans Le Petit Pan de mur jaune, Skira Flammarion, Paris, 2010  (ISBN 9782081241855)
- Vous vous êtes arrangés entre vous (essai), dans Assises du roman : penser pour mieux rêver, Christian Bourgois-Le Monde-Villa Gillet, Titre no 160, 2012  (ISBN 978-2-267-02416-6)
- Deux nuits d'août au Meurice (nouvelle), dans Palaces, éditions Prisma, 2012  (ISBN 9782810403004)

#### Livres illustrés
- Christian Louboutin, préface d'Erik Orsenna, photographies de Daniel Schweizer, dessins de Christian Louboutin, textes et conception éditoriale d'Éric Reinhardt, Arjo Wiggins, hors-commerce, 2002[34]
- Near Life Experience, une chorégraphie d'Angelin Preljocaj, photographies de Dolorès Marat, texte et conception éditoriale d'Éric Reinhardt, ArjoWiggins, hors commerce, 2003[35]
- Pavillon noir, textes d’Éric Reinhardt, Angelin Preljocaj, Rudy Ricciotti, Michel Cassey et Jehanne Dautrey, photographies de Pierre Coulibeuf, conception éditoriale d’Éric Reinhardt, éditions Xavier Barral, 2006  (ISBN 978-2-91517-319-2)
- Tour Granite, photographies d'Harry Gruyaert et Jean Gaumy, texte et conception éditoriale d'Éric Reinhardt, Paris, éditions Xavier Barral, 2009  (ISBN 978-2-915173-34-5)
- Valode et Pistre Tours, texte et conception éditoriale d'Éric Reinhardt, Paris, éditions Xavier Barral, 2010  (ISBN 978-291517-3505)
- Éric Reinhardt (photogr. David Lynch et Philippe Garcia), Christian Louboutin : Entretien avec Éric Reinhardt, New York, Éditions Rizzoli, octobre 2011, 352 p. (ISBN 978-0-8478-3729-8)[36]
- Ainsi, photographies de Jean-Claude Pondevie, texte et conception éditoriale d'Éric Reinhardt, éditions Xavier Barral, 2014  (ISBN 978-2-36511-066-2)
- Éric Reinhardt (préf. Olivier Gabet, photogr. Jean-Vincent Simonet), Christian Louboutin Exhibition(niste), Éditions Rizzoli, coll. « Rizzoli NY », février 2020, 288 p. (ISBN 9780847868285)

## Filmographie
- Je vous emmène, Troisième Scène de l'Opéra de Paris, 2015[28]

## Lectures spectacles
- Avec le chanteur Bertrand Belin[37] : Monsieur Hiblot, au Centquatre (2009), puis à l’Espace 93 de Clichy-sous-Bois (2014) ; Existence, au Marathon des mots à Toulouse (2012) ; L’Amour et les Forêts, au festival Encres Vives de Provins (2015).
- Avec la danseuse étoile Marie-Agnès Gillot : Brigadoon, à la Maison de la Poésie, en juin 2014[38].
- Avec le groupe Feu! Chatterton : L’Amour et les Forêts, à la Maison de la Poésie, en novembre 2014 et juin 2015, au Marathon des mots à Toulouse en juin 2015 et au festival d’Avignon, dans la cour du musée Calvet, le 19 juillet 2015[39].
- Avec la comédienne Mélodie Richard et la flûtiste Marion Ralincourt : La Chambre des époux, au théâtre Liberté de Toulon en novembre 2017[40], à la Maison de la Poésie[41] et au théâtre de Grenoble, en décembre 2017[42].

## Prix et distinctions
- Feuille d'or de la ville de Nancy 2011 pour Le Système Victoria[43]
- Prix Trop Virilo 2011[44] pour Le Système Victoria
- Globe de Cristal d'honneur 2012 pour l'ensemble de son œuvre[45]
- Juré du prix Orange du Livre 2013[46]
- Prix Renaudot des lycéens 2014 pour L’Amour et les Forêts[47]
- Prix Roman France Télévisions 2014 pour L'Amour et les Forêts[48]
- Meilleur roman de l'année 2014 (ex aequo) dans le classement du magazine Lire pour L'Amour et les Forêts[49]
- Prix des étudiants France Culture-Télérama 2015[33] pour L'Amour et les Forêts
- Président d'honneur en novembre 2021 du Prix CatalPa[50]

## Adaptations de son œuvre

### Au cinéma
- 2023 : L'Amour et les Forêts, film de Valérie Donzelli, présenté au festival de Cannes 2023, sélection Cannes Première
- 2025 : Le système Victoria, film de Sylvain Desclous, présenté au festival francophone d'Angoulême, sélection Avant-Première

### Au théâtre
- 2013 : Élisabeth ou l'Équité, d'après sa pièce de théâtre homonyme publiée conjointement (novembre 2013), mise en scène de Frédéric Fisbach au Théâtre du Rond-Point en novembre 2013 ; avec Valérie Blanchon (Carine Vallette, l'avocate), Anne Consigny (Élisabeth Basilico), Madalina Constantin (Bénédicte, Lynn)[51]
- 2014 : Le Moral des ménages, d'après son roman homonyme publié en 2001, adaptation théâtrale et mise en scène de Stéphanie Cléau ; avec Mathieu Amalric dans le rôle de Manuel Carsen, et Anne-Laure Tondu ; au Cent Quatre du 30 janvier au 9 février 2014 ; reprise au théâtre de la Bastille du 3 au 20 décembre 2014[52]
- 2017 :  L'Amour et les Forêts, mise en scène Laurent Bazin, création Le Quai à Angers, tournée, avec Julia Faure, Fabien Joubert, Chloé Sourbet, Céline Toutain, et la voix d'Isabelle Adjani

### En musique
- 2008 : Postulons, adaptation musicale d'extraits de Cendrillon, à la suite du festival Les Correspondances de Manosque, par Bertrand Belin, sur le livre disque collectif Fantaisie littéraire, éditions Le Bec en l'air  (ISBN 978-2916073392)

## Conception éditoriale
- Une école buissonnière, Gilles Clément, éditions Hazan, 1997  (ISBN 978-2-85025-581-6)
- Algérie : photographies d'une guerre sans images, photographies de Michael von Graffenried, éd. Hazan, 1998  (ISBN 2-85025-628-5)
- Le Jardin planétaire, Gilles Clément, Albin Michel, 1999  (ISBN 978-2226111524)
- L’Unique Trait de pinceau, Fabienne Verdier, Paris, Albin Michel, 2001  (ISBN 978-2226119582)
- Élégances aériennes : une histoire des uniformes d'Air France, Florence Müller, Air France, 2004
- Entre ciel et terre, Fabienne Verdier, texte de Charles Juliet, Paris, Albin Michel, 2007  (ISBN 978-2226178473)